# Siegfried von Boehn (Politiker)

Siegfried von Boehn

Siegfried Vally Gneomar von Boehn (* 29. Juni 1865 in Sagerke; † 15. Dezember 1945 in Deutsch Buckow) war ein pommerscher Gutsbesitzer und Mitglied des Deutschen Reichstags.

## Leben
Siegfried von Boehn entstammte dem pommerschen Adelsgeschlecht von Boehn. Seine Eltern waren der preußische Hauptmann und Erbherr auf Culsow und Sagerke, Alexander von Boehn (1813–1889) und dessen Ehefrau Anna, geborene von Blumenthal aus dem Hause Quackenburg (1821–1875).
Er besuchte das Gymnasium zu Stolp und anschließend die Kadettenhäuser zu Kulm und Groß Lichterfelde. Am 14. April 1883 wurde er Sekondeleutnant im 4. Garde-Regiment zu Fuß, avancierte am 22. August 1891 zum Premierleutnant. Als Halbinvalide schied er am 18. Juli 1896 mit Pension aus, trat zu den Offizieren des 2. Aufgebots des 4. Garde-Landwehr-Regiments über und wurde am 27. Januar 1898 als Hauptmann verabschiedet. Boehn widmete sich daraufhin um sich die Bewirtschaftung seines Gutes Deutsch Buckow.
Weiter war er Mitglied des Kreistags und von 1907 bis 1918 des Preußischen Abgeordnetenhauses für den Wahlkreis Köslin 1 (Lauenburg-Bütow-Stolp). Von 1912 bis 1918 war er zudem auch Mitglied des Deutschen Reichstags für den Wahlkreis Köslin 1 (Stolp, Lauenburg in Pommern) und die Deutschkonservative Partei.
Im letztmals 1939 veröffentlichten Pommerschen Güteradressbuch ist das Rittergut Buckau mit 581 ha Land ausgewiesen, der Schwerpunkt war im landwirtschaftlichen Bereich, der Waldbestand mit 80 ha relativ gering.
Er wurde 1900 Mitglied war seit 1920 Rechtsritter des Johanniterordens. Ebenso ist Siegfried von Boehn in der Deutschen Adelsgenossenschaft organisiert gewesen, Landesabteilung Ostpommern, dort Stellvertreter des Ehrenrats.

## Familie
Boehn vermählte sich am 27. September 1893 in Hannover mit Anna Luise Adele Hermine Schaumann (1875–1960), Tochter des königlich hannoverschen Hauptmanns der reitenden Artillerie Friedrich Wilhelm Schaumann (1830–1887) und der Luise Hollandt. Aus der Ehe gingen eine Tochter und drei Söhne hervor.
1. Hans-Jürgen Viktor Konstantin Oldwig (1894–1932), Oberleutnant zur See a. D. ⚭ 1927 Ursula von Gaudecker (1899–1963)
2. Alexander Max Nikolaus Karl Kurt Ernst (1897–1945), Oberstleutnant bei der Wehrersatzinspektion in Stettin
3. Elsbeth Lilli Vally (1898–1989) ⚭ 1920 Heinz von Kühne (1884–1945), Major der kaiserlichen Schutztruppe in Deutsch-Südwestafrika und Farmbesitzer ebenda
4. Siegfried Rudolf Hermann (1901–1988), Oberstleutnant a. D., Ehrenritter des Johanniterordens, Heimatforscher und Genealoge ⚭ 1937 Dorothea von Caprivi (1913–1984)